# Аденозин
Аденози́н — нуклеозид, состоящий из аденина, соединенного с рибозой (рибофуранозой) β-N9-гликозидной связью. Входит в состав некоторых ферментов, АТФ и нуклеиновых кислот.
Аденозин играет важную роль в биохимических процессах, таких как передача энергии (АТФ и АДФ) и сигналов (цАМФ). Аденозин также является нейротрансмиттером ингибиторного типа.
Полагают, что он играет роль в стимуляции сна и подавлении бодрости, поскольку его концентрация увеличивается во время продолжительного бодрствования организма и уменьшается во время последующего сна. Аденозин также используется в качестве лекарства.

## Фармакологические эффекты
Аденозин — эндогенный пуриновый нуклеозид, модулирующий многие физиологические процессы. Передача клеточных сигналов происходит через 4 известных подтипа аденозиновых рецепторов (A1, A2A, A2B, и A3), в которые входит 7 трансмембранных рецепторов, связанных с G-белком. Более подробная классификация внутри этих четырёх подтипов основана на их способности стимулировать или ингибировать аденилатциклазную активность. Рецепторы A2A и A2B сопряжены с Gάs и опосредуют активацию аденилатциклазы. Аденозиновые рецепторы типов A1 и A3 сопряжены с Gάi, который подавляет аденилатциклазную активность. Кроме того, рецепторы типа A1 сопряжены с белком Gάo, который, по имеющимся данным, опосредует ингибирование аденозином кальциевой проводимости. В то же время, рецепторы типов A2B и A3 сопряжены с Gάq и стимулируют фосфолипазную активность. Внеклеточная концентрация аденозина вблизи нормальных клеток составляет примерно 300 нМ. Однако, в ответ на повреждение клетки (например, в воспаленных или ишемичных тканях) концентрация аденозина быстро возрастает до 600—1200 нМ. Таким образом, в ответ на стресс или ранение аденозин проявляет в основном цитопротекторное действие, защищая ткани от повреждения в случаях гипоксии, ишемии или судорог. Активация рецепторов типа A2A вызывает широкий спектр ответов, которые можно в общем классифицировать как противовоспалительные.
Ферментативное производство аденозина может быть противовоспалительным или иммунодепрессивным  .

### Воздействие на мозг
В синаптической щели экто-АТФазы расщепляют некоторую долю АТФ, образуя аденозин. Он через рецепторы А1 активирует К-каналы, гиперполяризируя мембрану нейрона. Также АТФ через белок P2X7 опосредует выработку ФНО, ИЛ-1 и АТФ (новая доля). ФНО активирует в нейронах фактор NFkB (ядерный фактор каппа В), вследствие повышается восприимчивость нейронов к аденозину (чувствительность рецепторов А1).
Интенсивная работа мозга ведет к накоплению аденозина, который вызывает гиперполяризацию нейронов, что ослабляет передачу информации. Дальнейшее действие аденозина происходит не из-за накопления его в нейронах, а из-за повышения чувствительности к нему по вышеописанному механизму.

### Противовоспалительные свойства
Аденозин является сильным противовоспалительным агентом, действующим на 4 рецептора, связанных с G-белком. Показано, что местное применение аденозина для лечения ран конечностей у лабораторных животных, страдающих сахарным диабетом, существенно ускоряет заживление тканей. Местное применение аденозина при замедленном заживлении ран и сахарном диабете у человека в настоящее время проходит клинические испытания.

### Воздействие на сердце
При внутривенном введении аденозин вызывает временную блокаду сердца в атриовентрикулярном узле. Это воздействие передается через рецептор А1, ингибирующий аденилатциклазу и снижающий концентрацию цАМФ, вызывая таким образом гиперполяризацию клеток через усиление потока ионов K+ извне. Это также вызывает эндотелиально-зависимую релаксацию гладкой мускулатуры, находящейся внутри стенок артерий. Следствием этого становится расширение «нормальных» сегментов артерий, в которых эндотелий не отделен от tunica media атеросклеротическими бляшками. Это свойство аденозина позволяет использовать его при диагностике блокады коронарных артерий, поскольку он увеличивает разницу между нормальными и аномальными сегментами артерий.
Аденозин используется для идентификации ритма у людей, предположительно страдающих суправентрикулярной тахикардией (СВТ). Некоторые виды СВТ могут быть успешно купированы аденозином. В них входят любые возвратные аритмии (например, АВРТ и AVNRT). В некоторых случаях аденозином может быть купирована предсердная тахикардия.
Аденозин имеет непрямой эффект на предсердную ткань, вызывая укорочение рефракторного периода. Показано, что при введении через центральный катетер аденозин вызывает фибрилляцию предсердий. У людей с дополнительными проводящими каналами наступление фибрилляции предсердий может привести к фибрилляции желудочков.
Быстрые сердечные ритмы, локализованные в предсердиях или желудочках, не затрагивающие AV-узел, обычно не прекращаются после введения аденозина, однако он может вызвать временное снижение скорости ответа желудочков.
Из-за эффекта, который аденозин оказывает на AV-зависимые суправентрикулярные тахикардии, он считается противоаритмическим препаратом класса V. При использовании аденозина в качестве средства для купирования аритмии нормальным эффектом считается желудочковая асистолия в течение нескольких секунд. Такой эффект может дезориентировать пациента, находящегося в сознании, и связан с неприятными ощущениями в груди.

Кофеин является антагонистом аденозиновых рецепторов мозга.

Фармакологический эффект может притупляться у людей, принимающих большие количества метилксантинов, например кофеина или теофиллина.
Стимулирующий эффект кофеина возникает в основном из-за ингибирования действия аденозина при связывании с теми же рецепторами. По природе своей пуриновой структуры кофеин связывается с частью аденозиновых рецепторов в ЦНС, эффективно блокируя их. Снижение активности аденозина приводит к увеличенной активности нейротрансмиттеров допамина и глутамата.

### Дозировка
Для диагностики и лечения СВТ начальная доза составляет 6 мг при быстром внутривенном или внутрикостном введении. Из-за очень короткого периода полураспада внутривенная инъекция делается наиболее проксимально к сердцу, например в локтевую ямку. За внутривенным введением аденозина часто следует немедленное введение 5-10 мл изотонического раствора. При отсутствии эффекта дополнительная доза (12 мг) может быть введена через 1—2 минуты. Ещё 12 мг может быть введено через 1—2 минуты при отсутствии эффекта. Некоторые врачи предпочитают вводить большую дозу (обычно 18 мг), чем повторять введение того же самого количества препарата. Для расширения артерий обычно используется дозировка 0,14 мг/кг/мин в течение 4—6 минут.
Рекомендованная доза может быть увеличена в случае пациентов, принимающих теофиллин. Доза должна быть снижена в случае пациентов, принимающих дипиридамол или валиум, поскольку аденозин потенцирует действие этих препаратов. Доза снижается вдвое для пациентов с сердечной недостаточностью, инфарктом миокарда, шоком, гипоксией, печеночной или почечной недостаточностью, а также для пожилых пациентов.